# Convent del Carme de Peralada
Convent del Carme de Peralada és una església gòtica del municipi de Peralada (Alt Empordà). El conjunt està format pel claustre i l'església, que conserva un enteixinat de fusta policromada. Es troba al sector de llevant de la població, dins dels límits del recinte emmurallat de la vila medieval. Actualment és la seu del Museu del castell de Peralada. Forma part de l'Inventari del Patrimoni Arquitectònic de Catalunya.

## Descripció

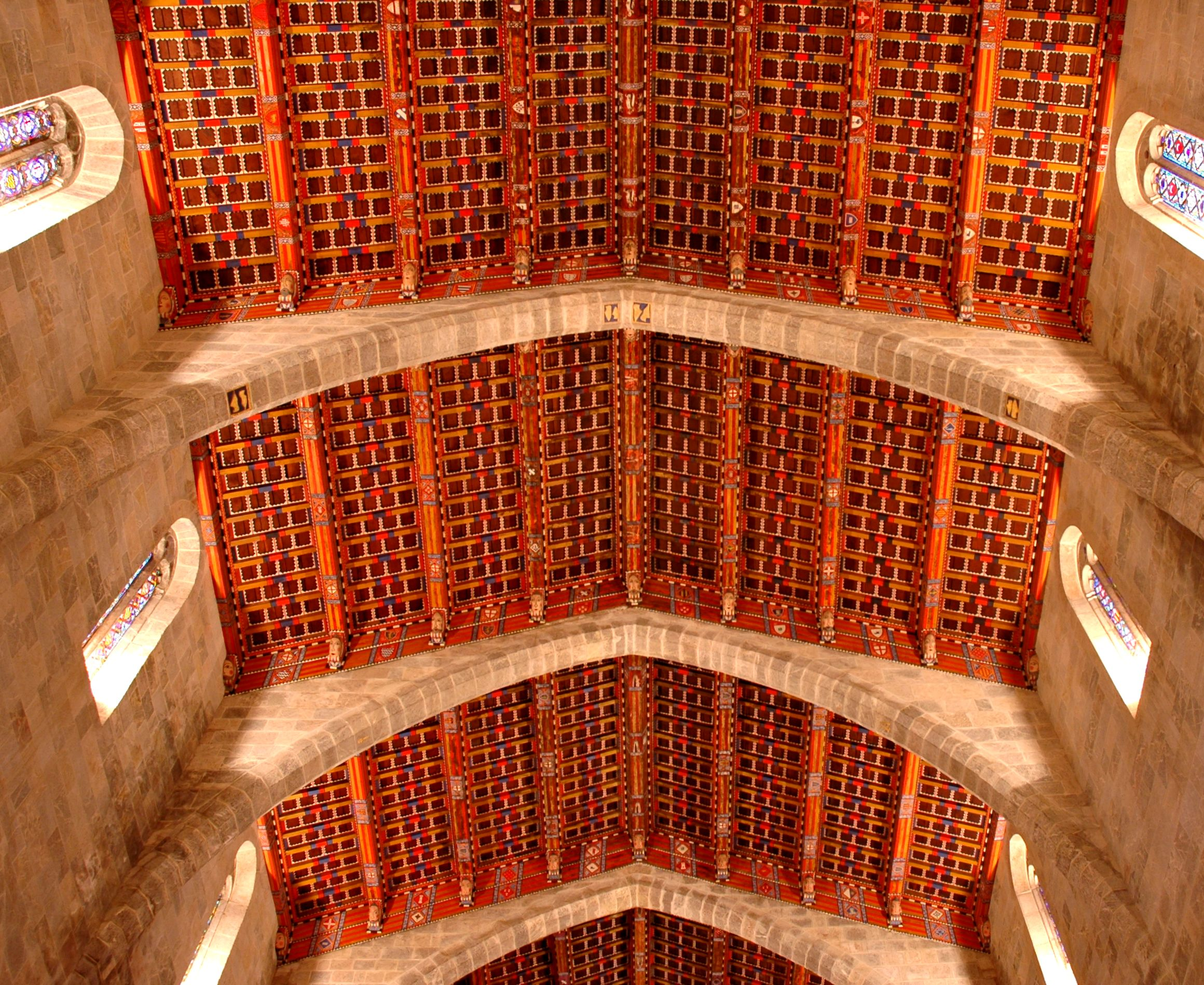
Enteixinat de fusta policromada de l'església

És una església d'una sola nau amb capelles laterals entre els contraforts i capçalera poligonal. Presenta un campanar d'espadanya amb dues obertures adossat al mur sud de la nau, coberta amb teulada a dues vessants. A l'interior, tant les capelles laterals, delimitades per dues alineacions d'arcs apuntats, com la capçalera estan cobertes amb voltes de creueria, mentre que la nau central presenta cinc arcs diafragma apuntats, que sostenen un sostre enteixinat de fusta.
La façana principal, orientada a l'oest, sobrepassa l'alçada de la nau de l'església i està rematada amb una cornisa disposada a dues aigües. Presenta una gran portada formada per un cos avançat, amb teulada a doble vessant, al vèrtex de la qual hi ha una creu de pedra. Està decorada amb quatre arquivoltes apuntades en gradació i un timpà, també apuntat, decorat amb una imatge escultòrica de la Mare de Déu, d'època gòtica, al centre de la representació. A banda i banda hi ha dos angelets, de dimensions inferiors. A la part superior de la façana hi ha una rosassa amb decoració calada.
De l'interior de l'església, cal destacar la decoració del sostre enteixinat policrom de fusta, amb elements i motius dels Rocabertí i d'altres llinatges medievals. També cal mencionar el paviment enrajolat de caixó de la nau, amb el símbol dels comtes de Peralada, i els vitralls de l'altar major. Hi ha diversos membres dels Rocabertí inhumats a l'interior. Dels elements mobles destaca un capitell atribuït al mestre de Cabestany i un grup de tapissos de la família Mateu basats en obres de Rubens. Tota la construcció està bastida amb carreus de pedra ben escairats, tant als paraments interiors com exteriors. Al costat de migdia de l'església es troba el claustre, amb les dependències monàstiques al voltant.

### Museus

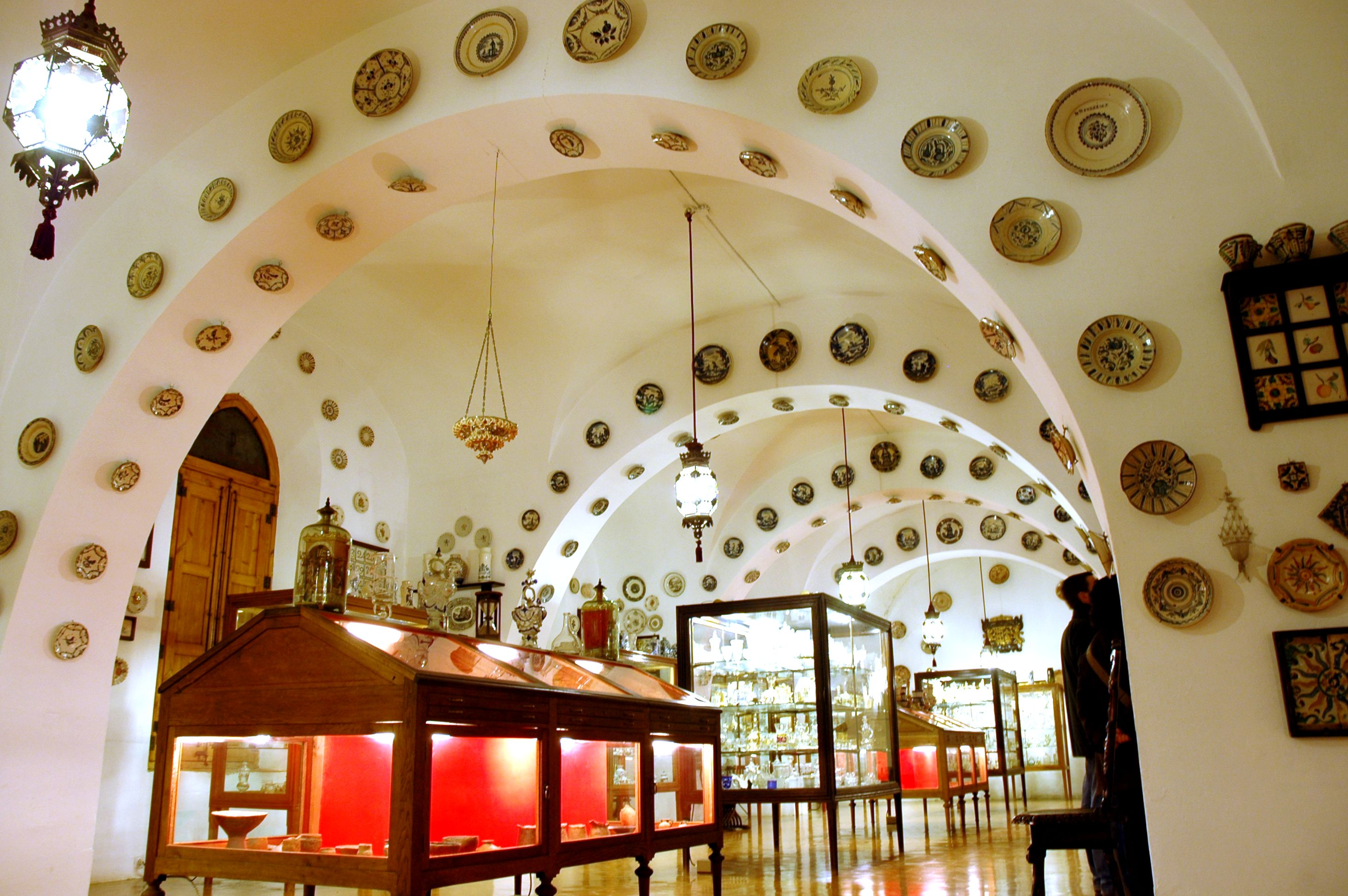
El Museu del Vidre en la sala que antigament era dedicada a l'Escola de Música del Castell

El lloc s'utilitza ara per acollir dos museus. El Museu del Vidre conté una de les col·leccions més grans i millors del món amb una àmplia selecció de vidre català i nombroses representacions de vidre de totes les èpoques. El Museu del Vi es va crear als anys 60 a la cava on fins aleshores s'elaboraven els vins de Peralada. Tots els elements i els objectes exposats corresponen a la cultura del vi en qualsevol de les seves fases.

### Biblioteca

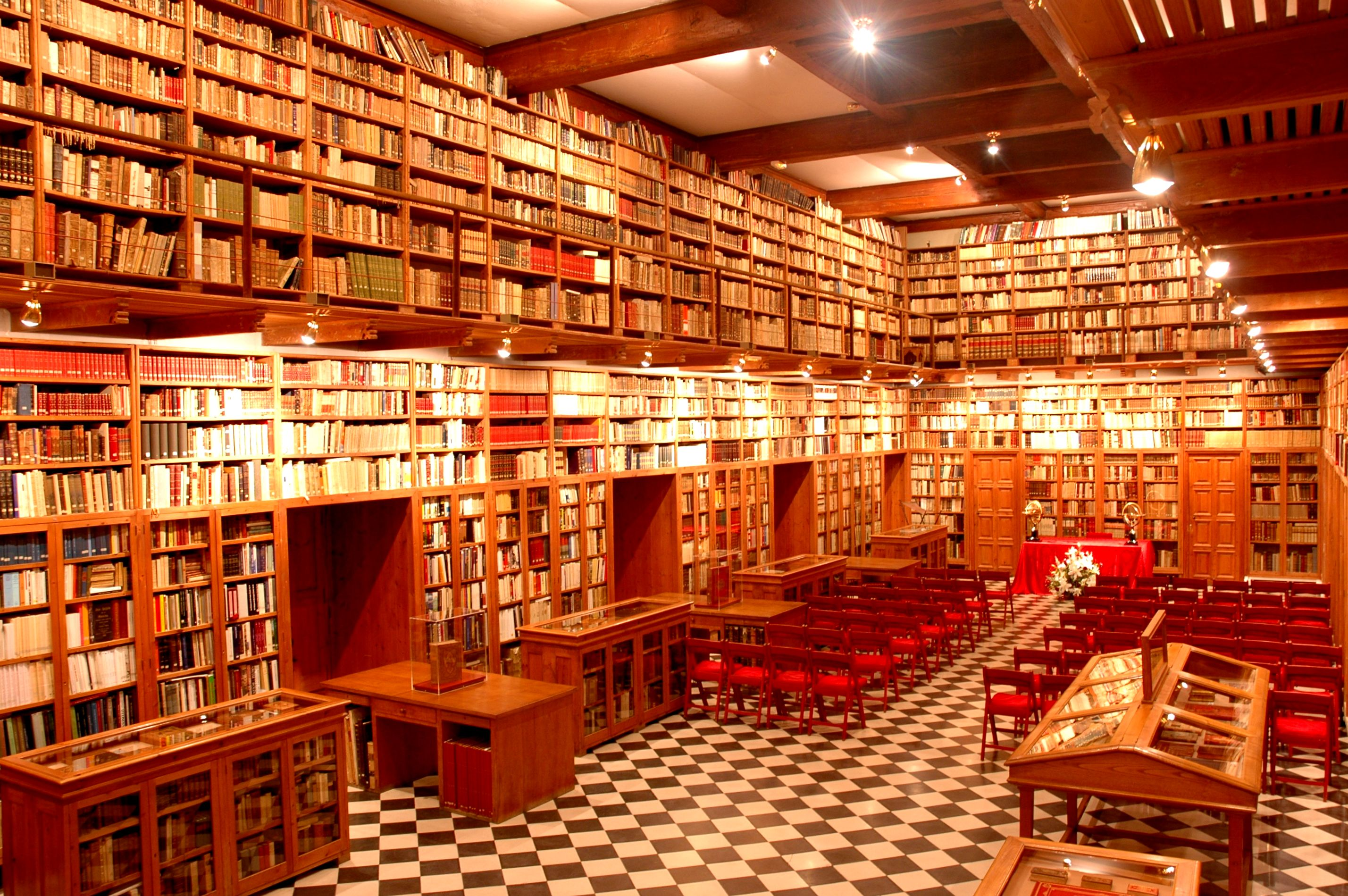
La biblioteca

El convent també conté una espectacular biblioteca amb prop de 80.000 volums, entre els quals hi ha 200 incunables, 800 executòries de noblesa i més de 1.000 edicions diferents d'El Quijote, traduït en 33 idiomes diferents. La biblioteca fou creada per Tomàs de Rocabertí-Boixadors Dameto i de Verí, advocat, home de lletres, que a partir del 1888 comença a viure permanentment al castell. Llavors la col·lecció ja comptava amb prop de 20.000 volums. L'any 1923, Miquel Mateu va assumir el control del complex emprenent immediatament les tasques de restauració i donant continuïtat a la biblioteca fins a arribar a la magnitud actual. Mateu era col·leccionista apassionat; sempre que assistia a un dinar oficial, se'n guardava la carta del menú i l'arxivava a la biblioteca.
El CRAI Biblioteca de Fons Antic de la Universitat de Barcelona conserva, arran de la desamortització dels convents del 1835, una obra provinent del fons del convent del Carme de Peralada. Així mateix, ha registrat i descrit un exemple de les marques de propietat que van identificar el convent al llarg de la seva existència.

## Història
Fou un monestir de frares carmelites, establert als afores de la població, en un lloc proper a l'església de Sant Llàtzer, o possiblement en la mateixa església, el segle xiii, encara que hi ha documents que situen la fundació en el 1206, aquesta data sembla improbable. L'any 1293 el vescomte Dalmau de Rocabertí va cedir a la comunitat del Carme unes propietats que havien quedat integrades al nucli fortificat després de l'ampliació de les muralles. Durant el segle xiv van ser bastits el convent i l'església. El temple fou consagrat abans del 1400. L'església del Carme és un edifici gòtic del segle xiv, i respon a les característiques adoptades a partir del segle xiii per les construccions religioses dels ordes mendicants.
La comunitat del Carme, que sota la protecció dels vescomtes va gaudir de gran prestigi i prosperitat, va habitar el convent fins a la desamortització de Mendizábal el 1835. Posteriorment, vers el 1855 la família Rocabertí va recuperar el convent, gràcies a la clàusula de reversió estipulada en l'acta de donació. A partir del 1875 van restaurar el conjunt. L'absis va ser reconstruït totalment sota la direcció personal del comte Tomàs de Rocabertí i es va recuperar el sostre original, un enteixinat de fusta que romania amagat per sobre d'un fals sostre. Durant les obres també es va suprimir el pis sobreposat a la galeria del claustre.
A les capelles laterals hi ha diversos ossaris pertanyents a diverses famílies de la noblesa empordanesa. Actualment tota l'església és visitable i es pot gaudir d'un important conjunt escultòric iniciat pels comtes de Peralada amb la compra de la col·lecció del mestre Trayter de Figueres.